# Oscaruddelingen 1948
Oscaruddelingen 1948 var den 20. oscaruddeling, hvor de bedste film fra 1947 blev hædret af Academy of Motion Picture Arts and Sciences. Uddelingen fandt sted 20. marts i Shrine Auditorium i Los Angeles, USA. Priserne blev uddelt meget spredt, og ingen film modtog mere end 3 priser, noget der ikke gentog sig før 2006. 
James Baskett modtog en speciel pris for sin rolle som Onkel Remus i Song of the south, hvilket betød at han ikke kunne nomineres til bedste mandlige hovedrolle. Flere menneskerettighedsorganisationer var dog utilfredse med, at rollen gav et lidet flatterende portæt af afroamerikanere. 
Edmund Gwenn blev i en alder af 71 år den ældste oscarvinder. En rekord han holdt indtil 1976, hvor George Burns vandt en oscar i en alder af 80 år.
Det var første gang at der blev uddelt en særlig pris til bedste udenlandske film.

## Priser
| Bedste Film | Bedste Instruktør |
| --- | --- |
| - Mand og mand imellem - Biskoppens kone - Blindt had - Store forventninger - Miraklet på Manhattan | - Elia Kazan – Mand og mand imellem - George Cukor – Jalousi - Edward Dmytryk – Blindt had - Henry Koster – Biskoppens kone - David Lean – Store forventninger                                                                    |
| Bedste Mandlige Hovedrolle | Bedste Kvindelige Hovedrolle |
| - Ronald Colman – Jalousi - John Garfield – Lev farligt - Gregory Peck – Mand og mand imellem - William Powell – Vi og vores far - Michael Redgrave – Mourning Becomes Electra | - Loretta Young – Stem på Katie - Joan Crawford – Besat - Susan Hayward – Skråplanet - Dorothy McGuire – Mand og mand imellem - Rosalind Russell – Mourning Becomes Electra                                                       |
| Bedste Mandlige Birolle | Bedste Kvindelige Birolle |
| - Edmund Gwenn – Miraklet på Manhattan - Charles Bickford – Stem på Katie - Thomas Gomez – Ride the Pink Horse - Robert Ryan – Blindt had - Richard Widmark – Dyrekøbt | - Celeste Holm – Mand og mand imellem - Ethel Barrymore – Sandheden om Mrs. Paradine - Gloria Grahame – Blindt had - Marjorie Main – Ægget og jeg - Anne Revere – Mand og mand imellem                                            |
| Bedste Originale Manuskript | Bedste Filmatisering |
| - Jeg så ham først – Sidney Sheldon - I morgen, Mister – Sergio Amidei, Adolfo Franci, C. G. Viola og Cesare Zavattini - Monsieur Verdoux – Charles Chaplin - Jalousi – Ruth Gordon og Garson Kanin - Lev farligt – Abraham Polonsky | - Miraklet på Manhattan – George Seaton - Store forventninger – David Lean, Ronald Neame og Anthony Havelock-Allan - Boomerang! – Richard Murphy - Blindt had – John Paxton - Mand og mand imellem – Moss Hart                    |
| Bedste Historie | Bedste Korte Animationsfilm |
| - Miraklet på Manhattan – Valentine Davies - La cage aux rossignols – Georges Chaperot og René Wheeler - It Happened on Fifth Avenue – Herbert Clyde Lewis og Frederick Stephani - Dyrekøbt – Eleazar Lipsky - Skråplanet – Dorothy Parker og Frank Cavett | - Tweetie Pie – Edward Selzer - Chip an' Dale – Walt Disney - Dr. Jekyll and Mr. Mouse – Frederick Quimby - Pluto's Blue Note – Walt Disney - Tubby the Tuba – George Pal                                                         |
| Bedste Dokumentar | Bedste Korte Dokumentar |
| - Design for Death - Journey Into Medicine - The World Is Rich | - First Steps - Passport to Nowhere - School in the Mailbox |
| Bedste Kortfilm, One-Reel | Bedste Kortfilm, Two-Reel |
| - Goodbye Miss Turlock – Herbert Moulton - Brooklyn, U.S.A. – Thomas Mead - Moon Rockets – Jerry Fairbanks - Now You See It – Pete Smith - So You Want to Be in Pictures – Gordon Hollingshead | - Climbing the Matterhorn – Irving Allen - Champagne for Two – Harry Grey - Fight of the Wild Stallions – Thomas Mead - Give Us the Earth – Herbert Morgan - A Voice Is Born: The Story of Niklos Gafni – Ben Blake               |
| Bedste Dramatiske eller Komedie Musik | Bedste Musical Musik |
| - Jalousi – Miklos Rozsa - Biskoppens kone – Hugo Friedhofer - Spansk blod – Alfred Newman - Amber - Altid Amber – David Raksin - Vi og vores far – Max Steiner | - Mother Wore Tights – Alfred Newman - Song of the South – Daniele Amfitheatrof, Paul J. Smith og Charles Wolcott - Halløj i Rio – Robert Emmett Dolan - Fiesta – Johnny Green - My Wild Irish Rose – Ray Heindorf og Max Steiner |
| Bedste Sang | Bedste Lydoptagelse |
| - "Zip-a-Dee-Doo-Dah" fra Song of the South – Musik af Allie Wrubel; Tekst af Ray Gilbert - "A Gal in Calico" fra Tiden, stedet og pigen – Musik af Arthur Schwartz; Tekst af Leo Robin - "I Wish I Didn't Love You So" from På et hængende hår – Musik og Tekst af Frank Loesser - "Pass That Peace Pipe" fra Good News – Musik og tekst af Ralph Blane, Hugh Martin og Roger Edens - "You Do" fra Mother Wore Tights – Musik af Josef Myrow; Tekst af Mack Gordon | - Biskoppens kone – Gordon E. Sawyer, Samuel Goldwyn Studio Sound Department - Den grønne delfins gade – Douglas Shearer, MGM Studio Sound Department - Amerikas hemmelige politi – Jack R. Whitney, Sound Service, Inc.          |
| Bedste Scenografi, Sort og Hvid | Bedste Scenografi, Farver |
| - Store forventninger – John Bryan og Wilfred Shingleton - Slægten på Harrow – Lyle Wheeler, Maurice Ransford, Thomas Little og Paul S. Fox | - Den sorte lilje – Alfred Junge - Vi og vores far – Robert M. Haas og George James Hopkins |
| Bedste Fotografering, Sort og Hvid | Bedste Fotografering, Farver |
| - Store forventninger – Guy Green - Den grønne delfins gade – George Folsey - The Ghost and Mrs. Muir – Charles Lang, Jr. | - Den sorte lilje – Jack Cardiff - Mother Wore Tights – Harry Jackson - Vi og vores far – Peverell Marley og William V. Skall |
| Bedste Klipning | Bedste Visuelle Effekter |
| - Lev farligt – Francis D. Lyon og Robert Parrish - Biskoppens kone – Monica Collingwood - Mand og mand imellem – Harmon Jones - Natten uden nåde – Fergus McDonnell - Den grønne delfins gade – George White | - Den grønne delfins gade – A. Arnold Gillespie, Warren Newcombe, Douglas Shearer og Michael Steinore - De ubesejrede – Farciot Edouart, Devereux Jennings, Gordon Jennings, Wallace Kelley, Paul Lerpae og George Dutton         |

### Ærespriser
- James Baskett
- Bill and Coo
- Colonel William N. Selig, Albert E. Smith, Thomas Armat og George K. Spoor

### Best Foreign Language Film
- I morgen, mister (Sciuscià' ) (Italien)

## Ekstern Henvisning
- Oscars legacys hjemmeside